# Geranomyia austropicta
Geranomyia austropicta là một loài ruồi trong họ Limoniidae. Chúng phân bố ở miền Australasia.